# Brug bij Oelegem (I)
De brug bij Oelegem I is een boogbrug over het Albertkanaal nabij Oelegem in de Belgische gemeente Ranst. De brug werd gebouwd in 2013 en in 2014 geopend voor verkeer. 
Voorheen was dit een vierendeelbrug. De nieuwe brug kwam er omdat de nieuwe doorvaarthoogte op het kanaal werd vastgesteld op ten minste 9,10 meter. De vierendeelbrug voldeed niet aan deze normen, daarom werd ze in 2014 afgebroken en vervangen door de huidige brug.